# Àrea Regional de Recursos Operatius

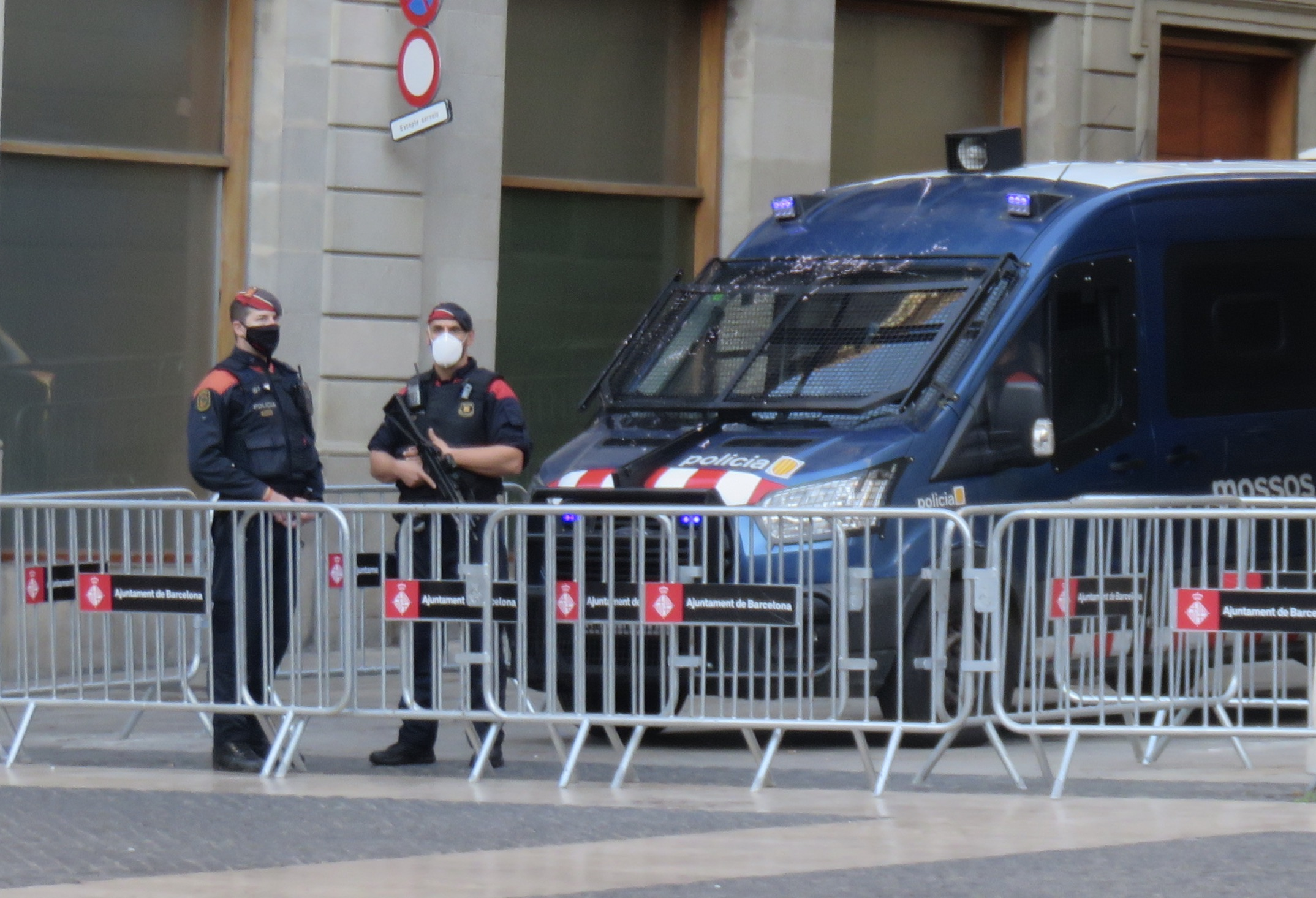
Agents ARRO fent guàrdia

Les Àrees Regionals de Recursos Operatius, o ARRO, són aquells organismes del cos de Mossos d'Esquadra que s'encarreguen de proporcionar efectius policials en casos puntuals en què una comissaria en necessiti més dels que disposa. També s'encarrega de la protecció del medi ambient i d'accions il·legals. Cada Regió Policial de Catalunya té la seva pròpia ARRO.
Aquests tipus d'àrea es van crear amb la forma actual el 22 de Gener del 2002, partint d'unitats preexistents. Aquestes unitats preexistents, s'anomenaven USR (Unitat de Suport Regional), la primera ARRO oficial va ser el 22 de Gener de 2002 a l'RPG (Regió Policial Girona).

## Funcions

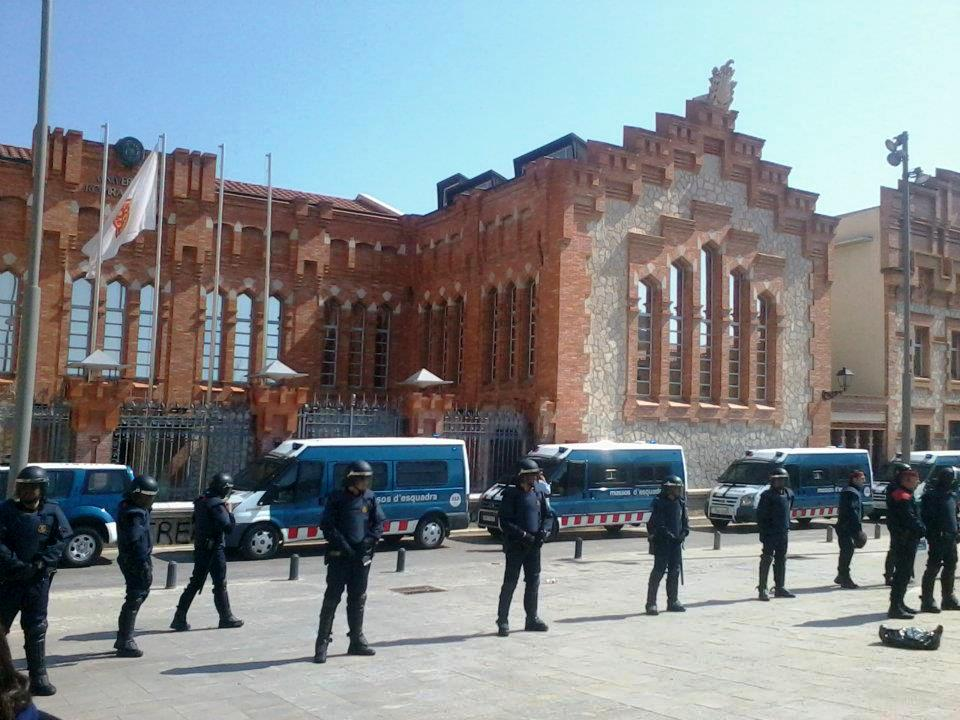
Agents ARRO de la Regió Policial del Camp de Tarragona. Línia policial a la ciutat de Tarragona, protegint el rectorat de la Universitat Rovira i Virgili. 29 de març del 2012

Segons l'article 144 del Decret 243/2007 les tasques que han de desenvolupar les àrees regionals de recursos operatius són:
1. Donar suport a les àrees bàsiques policials en aquelles tasques de seguretat i ordre públic que requereixin una especialització adequada als recursos propis d'aquesta àrea, o quan es produeixi una demanda específica que el justifiqui.
2. Les tasques de prevenció i protecció del medi ambient, sens perjudici de les funcions realitzades en aquest àmbit per l'Àrea Tècnica i de Proximitat de Seguretat Ciutadana i, quan s'escaigui, per les àrees bàsiques policials.
3. La planificació i execució dels dispositius de prevenció i seguretat d'àmbit regional o d'aquells que així es determini per la regió policial.
4. Les altres funcions que se li encomanin.

La funció de suport puntual d'aquesta àrea policial fa que durant el dia a dia les ARRO s'encarreguin d'una sèrie de tasques molt variades: la majoria de les vegades els seus serveis són de patrullatge per saturació d'aquelles zones que presenten una conflictivitat especial, patrullatge normal, trasllats perillosos de detinguts, assalts forçosos en domicilis, contenció de grans massificacions de persones al carrer, controls de carretera per localitzar criminals, vigilàncies estàtiques... Aquestes actuacions són molt coincidents amb les que executa l'Àrea de Brigada Mòbil a un nivell superior. Paral·lelament també acostumen a ser les àrees responsables de la seguretat interna dels esdeveniments esportius més importants. Aquests poden ser, per exemple, els partits del Barça i l'RCD Espanyol, les curses del Circuit de Catalunya, etc.
Com que les unitats d'aquest tipus han d'exercir un treball físic constant durant la setmana dediquen part del temps a l'entrenament. Les eines de treball d'aquesta àrea són, per exemple, les armilles antibala i antitrauma que duen gairebé sempre, els escuts, les defenses i les pilotes de goma per a les concentracions, barreres de punxes per punxar les rodes d'un cotxe escàpol en un control de carretera, ariets per a les entrades a domicilis, armament i munició diversa, etc.

## Estructura

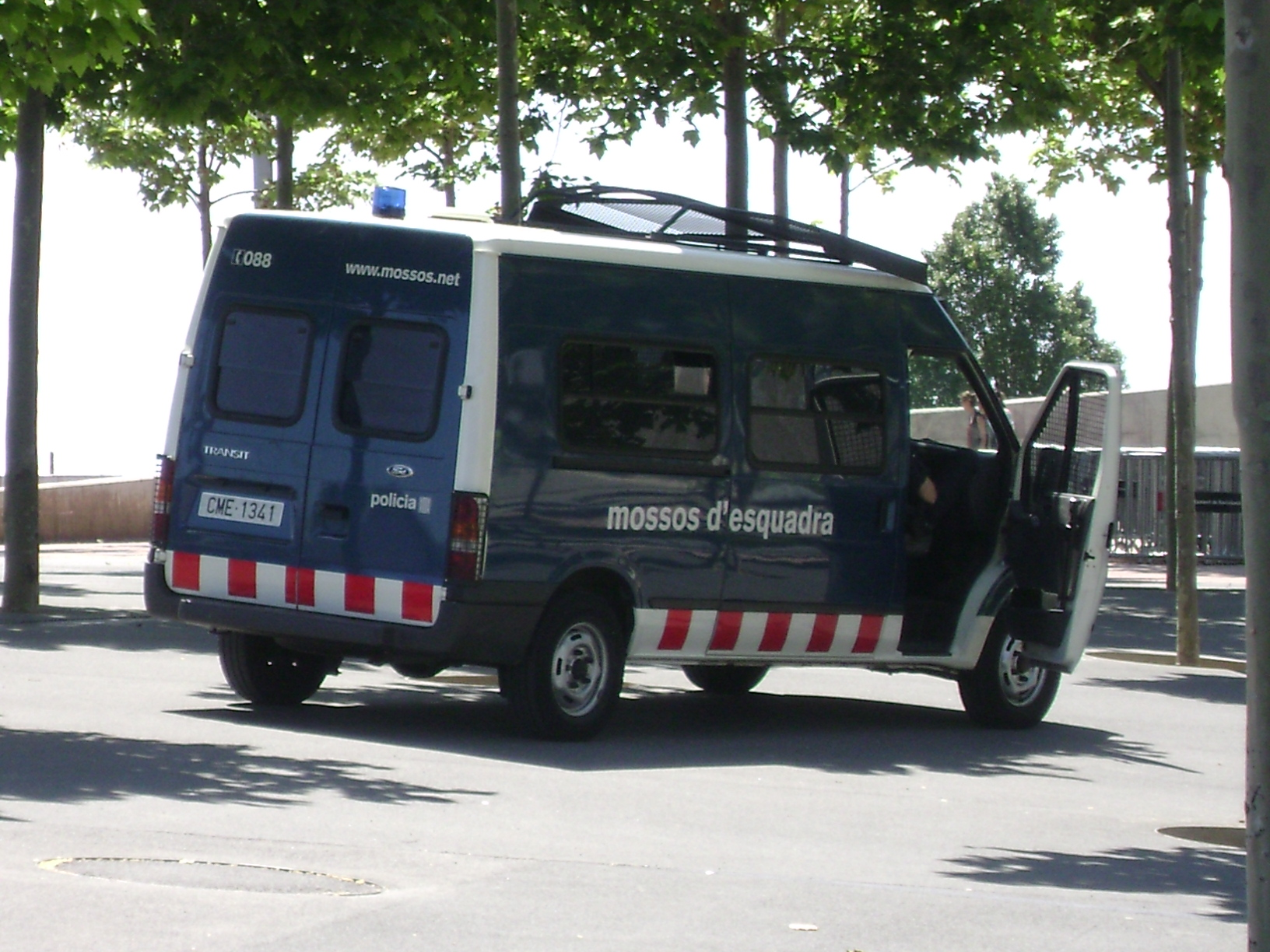
Furgó d'intervenció de la ARRO

Una ARRO depèn orgànicament de la Regió Policial a què pertany. Per tant, a Catalunya hi ha un total de nou Àrees Regionals de Recursos Operatius. El comandament directe de l'àrea està en mans d'un cap i d'un sotscap (subordinat a les ordres del primer), els quals acostumen a ser un inspector i un sotsinspector respectivament.
Dins d'una ARRO hi ha diverses unitats. La majoria són Unitats Regionals Operatives (URO), que són les que estan a punt per desplaçar-se a qualsevol ABP de la regió que necessiti un suport d'efectius policials per una causa puntual com ara una manifestació. També hi ha una Unitat Regional de Medi Ambient (URMA) que inspecciona i persegueix els possibles il·lícits que es cometin en l'àmbit de l'ecologia: vessaments de residus, degradació de les zones naturals protegides, caça o pesca il·legal, mercat il·legal d'animals exòtics... A més a més coordina els grups rurals de les comissaries de la regió policial. També disposa d'un Grup de Tir i Armament que vetlla per les pràctiques de tir i l'armament dels agents de la regió.
A banda dels diversos equips citats, normalment també s'hi troben els que són únics d'una regió. Per exemple l'ARRO de la RPPO té a més un Grup d'Intervenció en Muntanya.
Els mossos que formen part d'aquestes àrees s'han d'haver especialitzat a l'ISPC fent el curs de Protecció de persones i béns, de nivell dos, que pertany a la família de la seguretat ciutadana.

## El nombre d'ARRO a Catalunya

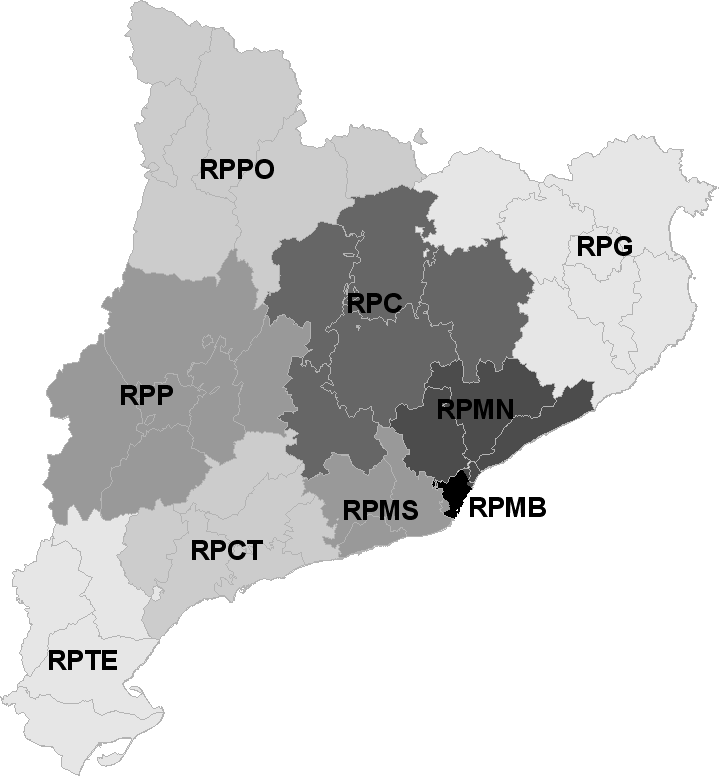
Mapa de les 9 regions policials.

A Catalunya hi ha 9 Àrees Regionals de Recursos Operatius, una per a cada regió policial:
- ARRO de la RPMB
- ARRO de la RPMN
- ARRO de la RPMS
- ARRO de la RPPO
- ARRO de la RPP
- ARRO de la RPG
- ARRO de la RPC
- ARRO de la RPCT
- ARRO de la RPTE